# 1369 Ostanina
1369 Ostanina è un asteroide della fascia principale del diametro medio di circa 41,24 km. Scoperto nel 1935, presenta un'orbita caratterizzata da un semiasse maggiore pari a 3,1166462 UA e da un'eccentricità di 0,2126555, inclinata di 14,26289° rispetto all'eclittica.
L'asteroide è dedicato all'omonima città natale della scopritrice, oggi Popovo-Ostanino nel Territorio di Perm' in Russia.